# رود پلی
رود پلی رودی است به Yukon River می‌ریزد. این رود از کشور کانادا می‌گذرد.